# Saleh Zakaria
Saleh Zakaria, ar. زكريا صالح – kuwejcki trener piłkarski.

## Kariera trenerska
W 1978 i 1986 prowadził narodową reprezentację Kuwejtu. W grudniu 2006 po raz kolejny stał na czele reprezentacji Kuwejtu, z którą pracował do czerwca 2007.